# Chez les heureux du monde (film, 2000)
Pour les articles homonymes, voir Chez les heureux du monde.
Pour plus de détails, voir Fiche technique et Distribution.
Chez les heureux du monde (titre original : The House of Mirth, littéralement, La Maison de l'allégresse) est un film de Terence Davies sorti en 2000. Il s'agit d'une coproduction américano-franco-germano-britannique, et d'une adaptation du roman Chez les heureux du monde d'Edith Wharton (1908).

## Synopsis
Au début du XXe siècle, au sein de la haute société new-yorkaise où règnent superficialité et hypocrisie, Lily Bart, ravissante jeune femme au sommet de sa gloire mondaine, découvre subitement la précarité de sa position, quand son charme et sa beauté suscitent convoitise et jalousie. 
En quête d'un riche mari et désireuse de se conformer aux usages de son milieu, Lily passe à côté de l'amour véritable incarné par l'infortuné Lawrence Selden.

## Fiche technique
- Titre original : The House of Mirth
- Titre allemand : Haus Bellomont
- Réalisation : Terence Davies
- Scénario : Terence Davies, d'après le roman Chez les heureux du monde d'Edith Wharton
- Producteur : Olivia Stewart
- Coproducteur : Alan J. Wands
- Producteurs exécutifs : Pippa Cross et Bob Last
- Directeur de la photographie : Remi Adefarasin
- Montage : Michael Parker
- Distribution des rôles : Kerry Barden, Billy Hopkins et Suzanne Smith
- Création des décors : Don Taylor
- Direction artistique : Diane Dancklefsen
- Décorateur de plateau : John Bush
- Création des costumes : Monica Howe
- Année : 2000
- Pays :  États-Unis -  Royaume-Uni -  France -  Allemagne
- Genre : comédie dramatique
- Durée : 140 minutes
- Tourné en anglais et en français
- Dates de sortie :
  - Suisse : 5 août 2000 (Festival de Locarno)
  - Canada : 13 septembre 2000 (Festival de Toronto)
  - États-Unis : 23 septembre 2000 (Festival de New York), 22 décembre 2000 (sortie limitée)
  - France : 7 mars 2001

## Distribution
- Gillian Anderson : Lily Bart
- Dan Aykroyd : Augustus 'Gus' Trenor
- Eleanor Bron : Julia Peniston
- Terry Kinney : George Dorset
- Anthony LaPaglia : Sim Rosedale
- Laura Linney : Bertha Dorset
- Jodhi May : Grace Julia Stepney
- Elizabeth McGovern : Carry Fisher
- Eric Stoltz : Lawrence Selden
- Penny Downie : Judy Trenor
- Pearce Quigley : Percy Gryce
- Clare Higgins : Mrs. Bry
- Helen Coker : Evie Van Osburgh
- Mary MacLeod : Mrs. Haffen
- Paul Venables : Jack Stepney
- Serena Gordon : Gwen Stepney